# بريان أوردونيز
بريان أوردونيز (بالإسبانية: Bryan Ordóñez)‏ هو لاعب كرة قدم غواتيمالي في مركز الوسط، ولد في 5 نوفمبر 1990 في فيلا نويفا في غواتيمالا. شارك مع منتخب غواتيمالا لكرة القدم. أما مع النوادي، فقد لعب مع نادي كوميونيكيشنس.

## وصلات خارجية
- بريان أوردونيز على موقع قاعدة بيانات كرة القدم.إي يو (الإنجليزية)
- بريان أوردونيز على موقع ناشيونال فوتبول تيمز (الإنجليزية)